# إدغار دوران
إدغار دوران (بالإنجليزية: Edgar Duran)‏ هو لاعب كرة قدم أمريكي، ولد في 31 مايو 1996 في بالم سبرينغس في الولايات المتحدة. لعب مع Kitsap Pumas ‏.

## وصلات خارجية
- إدغار دوران على موقع قاعدة بيانات كرة القدم.إي يو (الإنجليزية)